# Pseudoschoenus inanis
Pseudoschoenus inanis är en halvgräsart som först beskrevs av Carl Peter Thunberg, och fick sitt nu gällande namn av Oteng-yeb. Pseudoschoenus inanis ingår i släktet Pseudoschoenus och familjen halvgräs. Inga underarter finns listade i Catalogue of Life.